# Zamost
 Zamost  falu Horvátországban, a Tengermellék-Hegyvidék megyében. Közigazgatásilag Čabarhoz tartozik.

## Fekvése
Fiumétól 29 km-re északkeletre, községközpontjától 8 km-re délkeletre, a horvát Hegyvidék nyugati részén a Gerovčica-patak partján fekszik.

## Története
A településnek 1857-ben 124, 1910-ben 104 lakosa volt. A trianoni békeszerződésig Modrus-Fiume vármegye Čabari járásához tartozott. 2011-ben 26 lakosa volt.

## Lakosság
| Lakosság változása | Lakosság változása | Lakosság változása | Lakosság változása | Lakosság változása | Lakosság változása | Lakosság változása | Lakosság változása | Lakosság változása | Lakosság változása | Lakosság változása | Lakosság változása | Lakosság változása | Lakosság változása | Lakosság változása | Lakosság változása |
| ------------------ | ------------------ | ------------------ | ------------------ | ------------------ | ------------------ | ------------------ | ------------------ | ------------------ | ------------------ | ------------------ | ------------------ | ------------------ | ------------------ | ------------------ | ------------------ |
| 1857               | 1869               | 1880               | 1890               | 1900               | 1910               | 1921               | 1931               | 1948               | 1953               | 1961               | 1971               | 1981               | 1991               | 2001               | 2011               |
| 124                | 103                | 63                 | 97                 | 108                | 104                | 97                 | 116                | 103                | 89                 | 85                 | 76                 | 67                 | 50                 | 44                 | 26                 |

## Nevezetességei
Sarlós Boldogasszony tiszteletére szentelt temploma 1847-ben épült. Egyhajós templom félköríves záródású szentéllyel és az oromzaton két harang számára épített harangdúccal. A belső tér egyszerűen van berendezve. Az 1877-ben épített polikróm főoltár fából készült, neoreneszánsz díszítő elemekkel. A főoltáron álló Szűz Mária szobor Petar Jaram osilnicai szobrász alkotása 1937-ből. Két oldalán Szent Péter és Pál apostolok alakja látható. A hajó és az apszis boltozatát bibliai motívumokkal festették ki (M. Gudes alkotásai 1901-ből).
A Plešce - Zamost - Osilnica út kereszteződésében található a Szent János és Szent Rókus tiszteletére szentelt fogadalmi kápolna, fémlemezzel borított kontytetővel. Az építés idejéről nincsenek pontos adatok, de a freskók stílusa alapján a 18. század végére, vagy a 19. század elejére datálható. A belső keresztboltozatot a 20. század eleji festmény díszíti, amely alatt az eredeti freskók nyomai láthatók.